# Le Montat
Le Montat är en kommun i departementet Lot i regionen Occitanien i södra Frankrike. Kommunen ligger i kantonen Cahors-Sud som tillhör arrondissementet Cahors. År 2022 hade Le Montat 1 102 invånare.

## Befolkningsutveckling
Antalet invånare i kommunen Le Montat
| Referens: INSEE |